# Zielonka Pasłęcka
Zielonka Pasłęcka (niem. Grünhagen) – wieś w Polsce położona w województwie warmińsko-mazurskim, w powiecie elbląskim, w gminie Pasłęk przy trasie linii kolejowej Elbląg-Olsztyn i w pobliżu drogi krajowej nr 7 (E77). Wieś jest siedzibą sołectwa Zielonka Pasłęcka w którego skład wchodzą również Kielminek, Wójtowizna i zabudowania stacji kolejowej PKP Zielonka Pasłęcka.

## Części wsi
| SIMC    | Nazwa      | Rodzaj    |
| ------- | ---------- | --------- |
| 0154810 | Wójtowizna | część wsi |

## Historia
Wieś założono w 1486 roku. Latem 1945 roku we wsi osiedlili się przesiedleńcy z Wołynia, w tym z przedwojennej gminy Rożyszcze, dlatego miejscowości nadano przejściowo nazwę Wołyniec. Do 1954 roku była siedzibą gminy Zielonka Pasłęcka. W latach 1975–1998 miejscowość administracyjnie należała do województwa elbląskiego.

## Zabytki
W Zielonce Pasłęckiej znajdują się:
- kościół barokowy z 1792 roku stanowiący Sanktuarium Tarnorudzkiego Jezusa Miłosiernego. Świątynia posiada wolutowy szczyt oraz elewację podzieloną pilastrami. Od strony zachodniej wieża nakryta baniastym hełmem. Bogaty wystrój pochodzi z XV-XX wieku i reprezentuje kilka stylów, ołtarz główny ma postać klasycystycznego grobowca, ambona barokowa, wolnostojąca na słupie. W kościele „słynący łaskami” obraz Chrystusa Miłosiernego, pochodzący z miejscowości Rożyszcze na Wołyniu, przywieziony po II wojnie światowej[13]. W otoczeniu Sanktuarium Golgota, barokowa kaplica Męki Pańskiej, XIX wieczna statua archanioła na fontannie, pomnik Jana Pawła II, głaz pamiątkowy z Jeruzalem[14].
- ruina wiatraka holenderskiego z 1883 roku.
- domy z XIX w. o konstrukcji szkieletowej z wysuniętymi podcieniami frontowymi[15]

## Przypisy

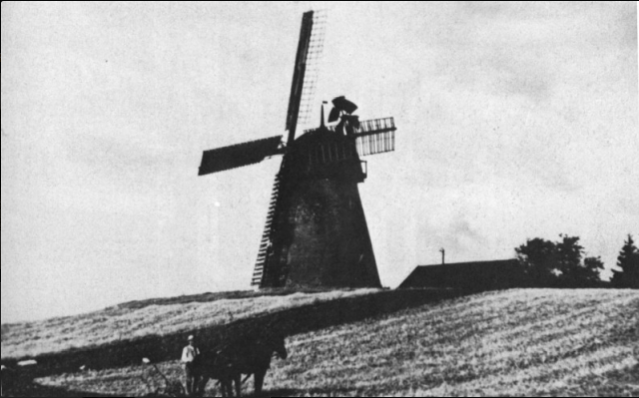
Wiatrak holenderski ok. 1920 roku